# أوبس!... فعلتها مرة ثانية (أغنية)
«أوبس!... أي ديد ات اقين» أو «أوبس!... فعلتها مرة ثانية» (بالإنجليزية: Oops!... I Did It Again) هي أغنية منفردة أصدرتها المغنية الأمريكية بريتني سبيرز من ألبومها الثاني الذي يحمل نفس الاسم، أصدرت بتاريخ 27 مارس، 2000 بواسطة تسجيلات جايف كالأغنية المنفردة الأولى من الألبوم.
«أوبس!... أي ديد ات اقين» هي أغنية تتحدث عن الأنثى التي تنظر إلى الحب على أنه لعبة، وتقرر استخدام ذلك لصالحها لتلعب بمشاعر حبيبها، كتباها وأنتجاها كل من ماكس مارتن ورامي يعقوب اللذان سبق وتعاملا مع سبيرز في أول أغنية منفردة لها «...بيبي ون مور تايم».
استقبلت الأغنية نقداً ايجابياً، ولاحظ النقاد تشابهها بنمط أغنيتها «...بيبي ون مور تايم». ترشحت الأغنية لجائزة غرامي لأفضل أداء نسائي خلال عام 2001, وتجارياً كانت الأغنية #9 في قائمة توب 100 في أمريكا بالبيلبورد، ووصلت إلى قمة عدة قوائم لأكثر من 15 دولة، وهي ضمن قائمة أعلى الأغاني المنفردة مبيعاً في التاريخ، لبيعها أكثر من 4 ملايين نسخة.

## الفيديو
بالنسبة للفيديو، فهو يظهر سبيرز على كوكب المريخ وهي تخاطب رائد فضاء وقع في حبها. أخذ الفيديو ثلاث ترشيحات في جوائز إم تي في للأغاني المصورة عام 2000, وأدت سبيرز الأغنية على مسرح حفل استلام الجوائز والذي أصبح أدائها من أكثر لحظات جوائز الام تي في اثارةً للجدل.